# Curling-Weltmeisterschaft der Damen 1999

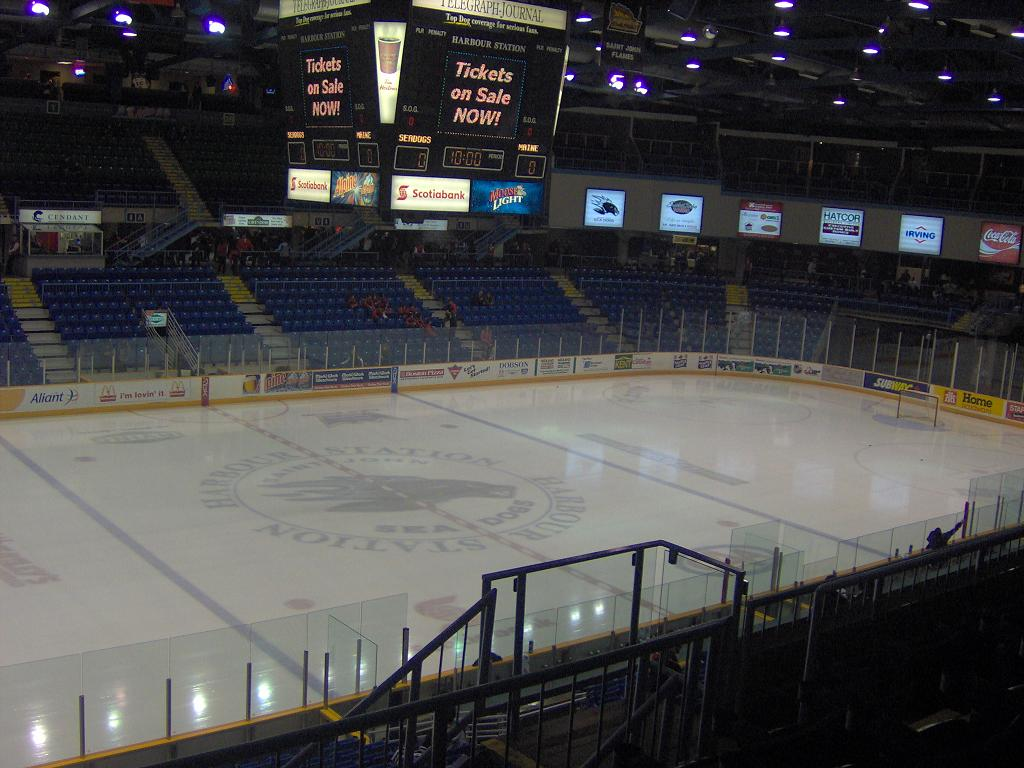
Die Harbour Station in Saint John

Die Curling-Weltmeisterschaft der Damen 1999 (offiziell: Ford World Women’s Curling Championship 1999) war die 21. Austragung der Welttitelkämpfe im Curling der Damen. Das Turnier wurde vom 3. bis 11. April des Jahres in der kanadischen Stadt Saint John, New Brunswick in der Harbour Station ausgetragen.
Die Weltmeisterschaft gewannen, wie im Vorjahr, die Schwedinnen, diesmal gegen die US-Amerikanerinnen (8:5). Dänemark erspielte sich den dritten Platz gegen die Norwegerinnen.
Gespielt wurde ein Rundenturnier (Round Robin), was bedeutet, dass Jeder gegen jeden antritt. 

## Teilnehmende Nationen
| Dänemark | Deutschland | Finnland | Japan | Kanada |
| --- | --- | --- | --- | --- |
| Hvidovre CC, Hvidovre Skip: Lene Bidstrup Third: Malene Krause Second: Susanne Slotsager Lead: Avijaja Petri Ersatz: Lilian Frøhling | SC Riessersee, Garmisch-Partenkirchen Skip: Andrea Schöpp Third: Natalie Nessler Second: Heike Wieländer Lead: Jane Boake-Cope Ersatz: Andrea Stock | Hyvinkää CC, Hyvinkää Skip: Anne Eerikäinen Third: Tiina Kautonen Second: Jaana Hämäläinen Lead: Jaana Jokela Ersatz: Minna Malinen     | Tokoro CC, Tokoro Skip: Akiko Katō Third: Akemi Niwa Second: Ayumi Onodera Lead: Mika Hori Ersatz: Yumie Hayashi                  | Mayflower CC, Halifax Skip: Colleen Jones Third: Kim Kelly Second: Mary-Anne Waye Lead: Nancy Delahunt Ersatz: Laine Peters |
| Norwegen | Schottland | Schweden | Schweiz | Vereinigte Staaten |
| Snarøen CC, Oslo Skip: Dordi Nordby Third: Hanne Woods Second: Marianne Haslum Lead: Kristin Tøsse Løvseth Ersatz: Marianne Aspelin  | Greenacres CC, Renfrewshire Skip: Deborah Knox Third: Isobel Hannen Second: Wendy Bell Lead: Judith Stobbie Ersatz: Anne Laird                      | Umeå CK, Umeå Skip: Elisabet Gustafson Third: Katarina Nyberg Second: Louise Marmont Lead: Elisabeth Persson Ersatz: Margaretha Lindahl | Bern CC, Bern Skip: Cristina Lestander Third: Selina Breuleux Second: Madlaina Breuleux Lead: Annick Lusser Ersatz: Sandra Arnold | Madison CC, Madison Skip: Patti Lank Third: Erika Brown Second: Allison Darragh Lead: Tracy Sachtjen Ersatz: Barb Perrella  |

## Tabelle der Round Robin
| Schlüssel | Schlüssel                       |
| --------- | ------------------------------- |
|           | Qualifiziert für das Halbfinale |

| Platz | Team               | Spiele | Siege | Ndlg. |
| ----- | ------------------ | ------ | ----- | ----- |
| 1.    | Schweden           | 9      | 8     | 1     |
| 2.    | Norwegen           | 9      | 7     | 2     |
| 3.    | Vereinigte Staaten | 9      | 6     | 3     |
| 4.    | Dänemark           | 9      | 5     | 4     |
| 5.    | Kanada             | 9      | 4     | 5     |
| 6.    | Deutschland        | 9      | 4     | 5     |
| 7.    | Schweiz            | 9      | 4     | 5     |
| 8.    | Finnland           | 9      | 3     | 6     |
| 9.    | Japan              | 9      | 3     | 6     |
| 10.   | Schottland         | 9      | 1     | 8     |

## Ergebnisse der Round Robin

### Runde 1
| Begegnung        | Resultat |
| ---------------- | -------- |
| Kanada – Schweiz | 4:3      |

| Begegnung                | Resultat |
| ------------------------ | -------- |
| Schottland – Deutschland | 6:9      |

| Begegnung        | Resultat |
| ---------------- | -------- |
| Japan – Dänemark | 5:6      |

| Begegnung           | Resultat |
| ------------------- | -------- |
| Norwegen – Schweden | 4:7      |

| Begegnung                     | Resultat |
| ----------------------------- | -------- |
| Finnland – Vereinigte Staaten | 3:9      |

### Runde 2
| Begegnung              | Resultat |
| ---------------------- | -------- |
| Schweden – Deutschland | 8:5      |

| Begegnung                  | Resultat |
| -------------------------- | -------- |
| Vereinigte Staaten – Japan | 9:4      |

| Begegnung           | Resultat |
| ------------------- | -------- |
| Kanada – Schottland | 7:6      |

| Begegnung           | Resultat |
| ------------------- | -------- |
| Dänemark – Finnland | 10:4     |

| Begegnung          | Resultat |
| ------------------ | -------- |
| Schweiz – Norwegen | 7:8      |

### Runde 3
| Begegnung      | Resultat |
| -------------- | -------- |
| Japan – Kanada | 9:5      |

| Begegnung           | Resultat |
| ------------------- | -------- |
| Dänemark – Norwegen | 7:6      |

| Begegnung              | Resultat |
| ---------------------- | -------- |
| Deutschland – Finnland | 7:8      |

| Begegnung                    | Resultat |
| ---------------------------- | -------- |
| Vereinigte Staaten – Schweiz | 13:6     |

| Begegnung             | Resultat |
| --------------------- | -------- |
| Schottland – Schweden | 4:9      |

### Runde 4
| Begegnung            | Resultat |
| -------------------- | -------- |
| Schweiz – Schottland | 11:5     |

| Begegnung         | Resultat |
| ----------------- | -------- |
| Finnland – Kanada | 2:8      |

| Begegnung                     | Resultat |
| ----------------------------- | -------- |
| Schweden – Vereinigte Staaten | 6:9      |

| Begegnung              | Resultat |
| ---------------------- | -------- |
| Deutschland – Dänemark | 14:3     |

| Begegnung        | Resultat |
| ---------------- | -------- |
| Norwegen – Japan | 8:4      |

### Runde 5
| Begegnung                     | Resultat |
| ----------------------------- | -------- |
| Dänemark – Vereinigte Staaten | 5:9      |

| Begegnung             | Resultat |
| --------------------- | -------- |
| Norwegen – Schottland | 11:4     |

| Begegnung        | Resultat |
| ---------------- | -------- |
| Finnland – Japan | 8:4      |

| Begegnung         | Resultat |
| ----------------- | -------- |
| Schweden – Kanada | 7:3      |

| Begegnung             | Resultat |
| --------------------- | -------- |
| Deutschland – Schweiz | 4:7      |

### Runde 6
| Begegnung           | Resultat |
| ------------------- | -------- |
| Finnland – Schweden | 0:8      |

| Begegnung                        | Resultat |
| -------------------------------- | -------- |
| Deutschland – Vereinigte Staaten | 9:6      |

| Begegnung         | Resultat |
| ----------------- | -------- |
| Norwegen – Kanada | 6:4      |

| Begegnung       | Resultat |
| --------------- | -------- |
| Schweiz – Japan | 9:4      |

| Begegnung             | Resultat |
| --------------------- | -------- |
| Dänemark – Schottland | 10:1     |

### Runde 7
| Begegnung              | Resultat |
| ---------------------- | -------- |
| Deutschland – Norwegen | 7:9      |

| Begegnung        | Resultat |
| ---------------- | -------- |
| Japan – Schweden | 0:12     |

| Begegnung          | Resultat |
| ------------------ | -------- |
| Dänemark – Schweiz | 7:6      |

| Begegnung             | Resultat |
| --------------------- | -------- |
| Finnland – Schottland | 7:6      |

| Begegnung                   | Resultat |
| --------------------------- | -------- |
| Vereinigte Staaten – Kanada | 10:6     |

### Runde 8
| Begegnung          | Resultat |
| ------------------ | -------- |
| Schottland – Japan | 2:10     |

| Begegnung          | Resultat |
| ------------------ | -------- |
| Schweiz – Finnland | 6:4      |

| Begegnung                     | Resultat |
| ----------------------------- | -------- |
| Vereinigte Staaten – Norwegen | 6:7      |

| Begegnung            | Resultat |
| -------------------- | -------- |
| Kanada – Deutschland | 5:8      |

| Begegnung           | Resultat |
| ------------------- | -------- |
| Schweden – Dänemark | 12:3     |

### Runde 9
| Begegnung           | Resultat |
| ------------------- | -------- |
| Norwegen – Finnland | 9:3      |

| Begegnung         | Resultat |
| ----------------- | -------- |
| Kanada – Dänemark | 9:5      |

| Begegnung          | Resultat |
| ------------------ | -------- |
| Schweiz – Schweden | 5:7      |

| Begegnung                       | Resultat |
| ------------------------------- | -------- |
| Schottland – Vereinigte Staaten | 12:10    |

| Begegnung           | Resultat |
| ------------------- | -------- |
| Japan – Deutschland | 9:8      |

## Play-off

### Turnierbaum
|  | Halbfinale | Halbfinale         | Halbfinale |   |          | Finale                      | Finale                      | Finale                      |
|  |            |                    |            |   |          |                             |                             |                             |
|  |            |                    |            |   |          |                             |                             |                             |
|  | 1          | Schweden           | 8          |   |          |                             |                             |                             |
|  | 4          | Dänemark           | 7          |   |          |                             |                             |                             |
|  |            |                    |            | 1 | Schweden | 8                           |                             |                             |
|  |            |                    |            |   | 3        | Vereinigte Staaten          | 5                           |                             |
|  | 2          | Norwegen           | 6          |   |          |                             |                             |                             |
|  | 3          | Vereinigte Staaten | 7          |   |          | Spiel um die Bronzemedaille | Spiel um die Bronzemedaille | Spiel um die Bronzemedaille |
|  |            |                    |            |   |          | 2                           | Norwegen                    | 7                           |
|  | 4          | Dänemark           | 8          |   |          |                             |                             |                             |
|  |            |                    |            |   |          |                             |                             |                             |

### Halbfinale
| Begegnung           | Resultat |
| ------------------- | -------- |
| Schweden – Dänemark | 8:7      |

| Begegnung                     | Resultat |
| ----------------------------- | -------- |
| Norwegen – Vereinigte Staaten | 6:7      |

### Spiel um die Bronzemedaille
| Begegnung           | Resultat |
| ------------------- | -------- |
| Norwegen – Dänemark | 7:8      |

### Finale
| Team               |  | 1 | 2 | 3 | 4 | 5 | 6 | 7 | 8 | 9 | 10 | Gesamt |
| ------------------ |  | - | - | - | - | - | - | - | - | - | -- | ------ |
| Schweden           |  | 0 | 2 | 0 | 1 | 0 | 0 | 1 | 4 | 0 | X  | 8      |
| Vereinigte Staaten |  | 1 | 0 | 2 | 0 | 1 | 0 | 0 | 0 | 1 | X  | 5      |

## Endstand
| Platz | Land               |
| ----- | ------------------ |
| 1     | Schweden           |
| 2     | Vereinigte Staaten |
| 3     | Dänemark           |
| 4     | Norwegen           |
| 5     | Kanada             |
| 6     | Deutschland        |
| 7     | Schweiz            |
| 8     | Finnland           |
| 9     | Japan              |
| 10    | Schottland         |